# Herz-Jesu-Kathedrale (Sarajevo)

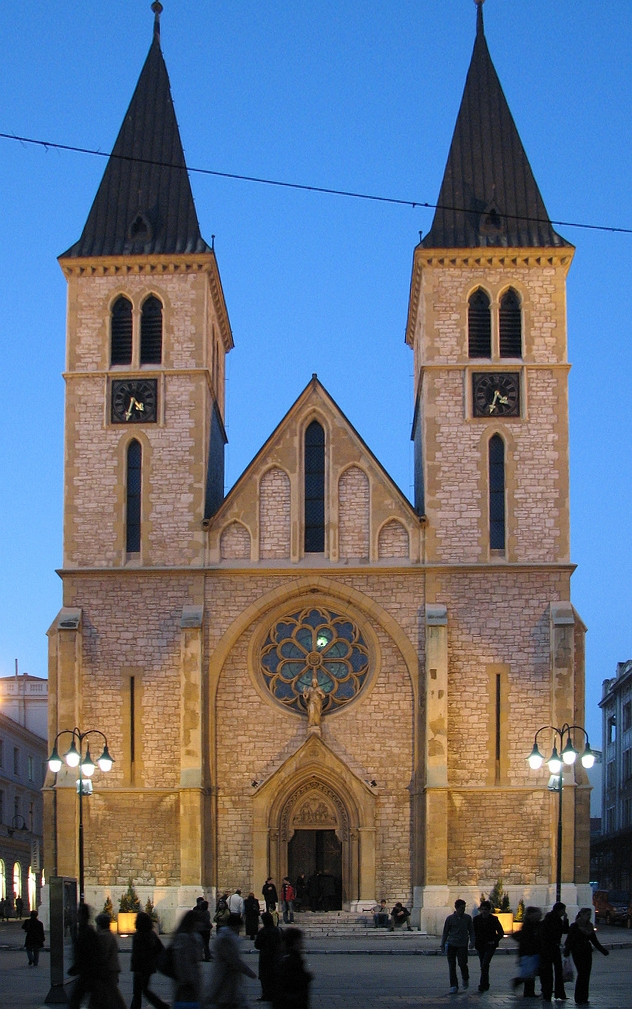
Herz-Jesu-Kathedrale, Portalfront

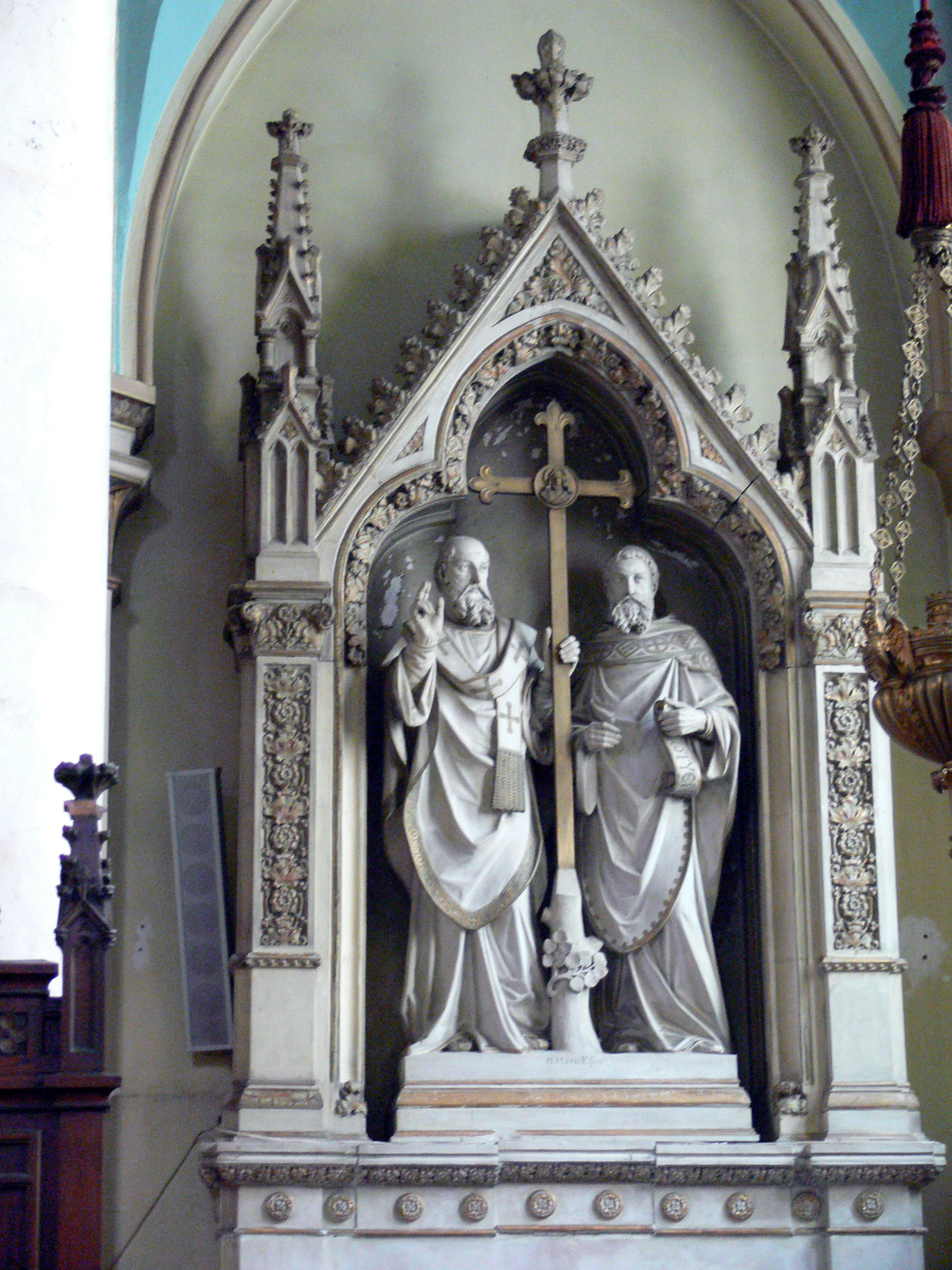
Seitenaltar der heiligen Kyrill und Method

Die Herz-Jesu-Kathedrale (bosnisch Katedrala Srca Isusova) ist eine römisch-katholische Bischofskirche im Stadtteil Stari Grad der bosnischen Hauptstadt Sarajevo. Die Herz-Jesu-Kathedrale ist eine neugotische Basilika mit einem halbrund schließenden Chor im Norden und einer doppeltürmigen Portalfassade mit Fensterrosette im Süden. Die Ausstattung mit weißen Marmorskulpturen und figurenreichen Buntglasfenstern ist weitgehend original erhalten.

## Geschichte
Die Herz-Jesu-Kathedrale wurde von 1884 bis 1889 nach Plänen des kroatischen Architekten Josip Vancaš für das neu gegründete Erzbistum Sarajevo erbaut.
Eine umfassende Restaurierung der Kathedrale, ermöglicht durch den Einsatz des Aachener Pfarrers Heribert August, wurde 2013 abgeschlossen.

## Orgel

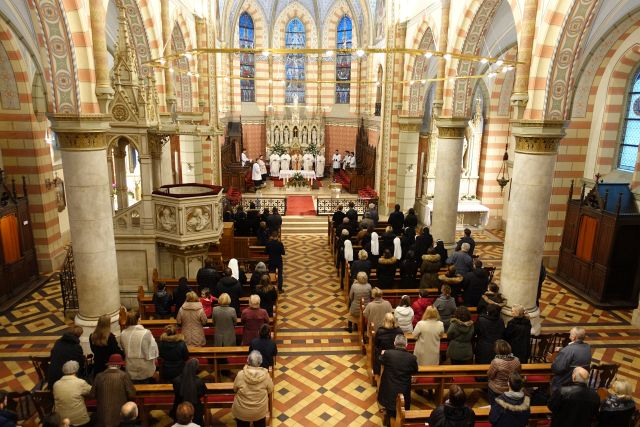
Innenansicht der Kathedrale

Die Orgel der Kathedrale von Sarajevo wurde 1885 von der kroatischen Orgelbaufirma Heferer erbaut und 1889 in der Kirche aufgestellt. Nachdem sie 1932 und 1989 restauriert wurde, erlitt sie durch den Krieg (1992–95) Schäden, die in einer umfassenden Restaurierung von 2014 bis 2017 behoben wurden. Zudem wurde die Orgel technisch erweitert und besitzt folgende Disposition:
| I. Manual C–f3 |              |     |
| 1.             | Bourdon      | 16' |
| 2.             | Principal    | 8'  |
| 3.             | Traversflöte | 8′  |
| 4.             | Koppel       | 8′  |
| 5.             | Bariton      | 8′  |
| 6.             | Gemshorn     | 4'  |
| 7.             | Regal        | 4'  |
| 8.             | Nasart       | 2'  |
| 9.             | Mixtur III   |     |
| 10.            | Cornett V    |     |

| II. Manual (Schwellwerk) C–f3 |                 |    |
| 11.                           | Geigenprincipal | 8' |
| 12.                           | Aeoline         | 8' |
| 13.                           | Gamba           | 8′ |
| 14.                           | Dolce           | 4' |
| 15.                           | Schalmei        | 8′ |
| 16.                           | Flageolet       | 2′ |

| Pedal C–d1 |               |     |
| 17.        | Principalbass | 16' |
| 18.        | Subbass       | 16' |
| 19.        | Quintbass     | 6′  |
| 20.        | Cellobass     | 8′  |
| 21.        | Flötenbass    | 8′  |
| 22.        | Oktavbass     | 4'  |

Koppeln: I-P, II-I.

Feste Kombinationen: PP, P, MF, F, FF.

Crescendo-Walze, Setzer.

Mechanische Kegelladen.